# Javier Pérez Iniesta
Javier Pérez Iniesta (Madrid, 16 marzo 1970) è un ex cestista spagnolo.

## Palmarès

### Competizioni nazionali
- Copa del Rey: 1

Real Madrid: 1989

### Competizioni internazionali
- Coppa delle Coppe: 1

Real Madrid: 1988-1989